# Hans Cieslarczyk
Hans "Cissy" Cieslarczyk (født 3. maj 1937 i Herne, Tyskland, død 10. juni 2020) var en tysk fodboldspiller (angriber) og -træner.
Han spillede hos SV Sodingen, Borussia Dortmund, Westfalia Herne og Karlsruhe, i en karriere der strakte sig fra 1955 til 1968.
Derudover spillede Cieslarczyk syv kampe og scorede tre mål for Vesttysklands landshold. Han blev udtaget til VM i 1958 i Sverige, hvor han var på banen i to af tyskernes seks kampe, semifinalen mod Sverige og bronzekampen mod Frankrig.
Cieslarczyk gjorde også karriere som træner, og stod blandt andet i spidsen for Greuther Fürth, Stuttgarter Kickers og FC Augsburg.